# 安迪·尼尔森
安迪·尼尔森（英語：Andy Nelson）是一位在加利福尼亚州洛杉矶工作的英国重录混音师和音讯工程师。他赢得了2项奥斯卡奥斯卡最佳音响效果奖，并在这一奖项中获得19次提名。自1980年以来，他从事了150多部电影的制作。除了奥斯卡奖之外，尼尔森还获得了5次 BAFTA最佳音效奖，并在这一奖项中获得8次提名。他因在澳大利亚社会和电影制作方面的贡献而荣登女王2001年新年荣誉榜并被授予澳大利亚百年奖章。

## 精选影视作品
尼尔森获得过2次奥斯卡奖，并收获19次提名。
获奖：
- 拯救大兵瑞恩 (1998)[1]
- 悲惨世界 (2012)[2]

提名：
- 迷雾森林十八年（英语：Gorillas in the Mist） (1989)[3]
- 辛德勒的名单 (1993)[4]
- 勇敢的心 (1995)[5]
- 贝隆夫人 (1996)[6]
- 洛城机密 (1997)[7]
- 细细的红线 (1998)[1]
- 惊曝内幕（英语：The Insider (film)） (1999)[8]
- 红磨坊 (2001)[9]
- 奔腾年代 (2003)[10]
- 最后的武士 (2003)[10]
- 世界之战 (2005)[11]
- 血钻 (2006)[12]
- 星际迷航 (2009)[13]
- 阿凡达 (2009)[13]
- 战马 (2011)[14]
- 林肯 (2012)[2]
- 间谍之桥 (2015)[15]
- 星球大战：原力觉醒 (2015)[15]
- 爱乐之城 (2016)